# Вільянуева-дель-Ребольяр-де-ла-Сьєрра
Вільянуева-дель-Ребольяр-де-ла-Сьєрра (ісп. Villanueva del Rebollar de la Sierra) — муніципалітет в Іспанії, у складі автономної спільноти Арагон, у провінції Теруель. Населення — 53 особи (2010).
Муніципалітет розташований на відстані близько 230 км на схід від Мадрида, 60 км на північ від міста Теруель.

## Демографія
Динаміка населення (INE ):